# Borsukiv, Kozeleț
Borsukiv (în ucraineană Борсуків) este un sat în comuna Olbîn din raionul Kozeleț, regiunea Cernihiv, Ucraina.

## Demografie
Componența lingvistică a localității Borsukiv
     Ucraineană (98,55%)
     Rusă (1,45%)
Conform recensământului din 2001, majoritatea populației localității Borsukiv era vorbitoare de ucraineană (98,55%), existând în minoritate și vorbitori de rusă (1,45%).